# Armoriale delle famiglie italiane (Ao-Arf)
Questo è l'armoriale delle famiglie italiane il cui cognome inizia con le lettere che vanno da Ao ad Arf.

## Armi

### Ao
| Stemma | Casato e blasonatura |
| ------ | --- |
|        | Aoldi (Andres, Venezia) (la blasonatura non è stata ancora caricata) (citato in UNFE) Immagine nella Biblioteca Estense Universitaria (id. 7178). |

### Ape
| Stemma | Casato e blasonatura |
| ------ | --- |
|        | Apemo (Veneto) (d'azzurro, alla fascia d'oro caricata di tre rose del campo) (citato in STBV) (immagine dello Stemmario reale di Baviera.)          |
|        | Apemo (Torcello, Venezia) (la blasonatura non è stata ancora caricata) (citato in UNFE) Immagine nella Biblioteca Estense Universitaria (id. 5675). |
|        | Apenna (Napoletano) (la blasonatura non è stata ancora caricata) (citato in NBNA)                                                                   |

### Api
| Stemma | Casato e blasonatura |
| ------ | --- |
|        | Apiani (la blasonatura non è stata ancora caricata) (citato in UNFE) Immagine nella Biblioteca Estense Universitaria (id. 466).                                                                           |
|        | Apiani (Toscana) (la blasonatura non è stata ancora caricata) (citato in UNFE) Immagine nella Biblioteca Estense Universitaria (id. 2835).                                                                |
|        | Apicella (Molise) (la blasonatura non è stata ancora caricata) (citato in DAlena) |
|        | Apicella (Napoletano) (la blasonatura non è stata ancora caricata) (citato in NBNA) |
|        | Apilia (Sicilia) d'azzurro, al leone d'oro, circondato da api dello stesso (citato in Mango e in NBSC) (Cenno storico in Famiglie nobili di Sicilia (archiviato dall'url originale il 12 febbraio 2018).) |

### Apo
| Stemma | Casato e blasonatura |
| ------ | --- |
|        | Apocio (Napoletano) (la blasonatura non è stata ancora caricata) (citato in NBNA) |
|        | Apolloni (Prato) Partito: nel 1º d'oro, all'aquila di nero coronata del campo e uscente dalla partizione; nel 2º d'oro, alla croce di rosso, pure uscente dalla partizione, caricata di quattro crescenti volti d'argento, 1.2.1 (citato in ASFI) |
|        | Apolloni (Anagni) d'argento al lauro sradicato di verde fruttato di rosso (citato in SPRE – Vol. I pag. 409) albero di lauro sradicato di verde fruttato di rosso su argento (citato in LEOM) |
|        | Apollonio (Molise) (la blasonatura non è stata ancora caricata) (citato in DAlena) |
|        | Aponte o D'Aponte (Sicilia) d'azzurro, alla fascia d'argento, ed in punta un ponte del secondo, sotto il quale passa un fiume dello stesso (citato in Mango) d'azzurro con una fascia d'argento, in punta un ponte di argento e di sotto un fiume (citato in NBSC) (Cenno storico in Famiglie nobili di Sicilia (archiviato dall'url originale il 12 febbraio 2018).) |
|        | Apostolico Orsini Ducas (Lecce) troncato: sopra d'argento alla tiara consistente in una corona d'oro all'antica con berretto rosso, sormontata da tre rose dello stesso, e sinistrata da una banderuola pure di rosso carica della mezzaluna crescente d'argento, astata d'oro in palo; sotto mareggiato d'azzurro e d'argento; col capo d'oro carico di un serpe di nero (citato in SPRE – Vol. IX pag. 223) berretto di rosso su corona di oro su argento - 3 rose di rosso in alto poste in fascia - bandiera di rosso caricata di una luna di argento su argento - mare ondato di argento e di azzurro - serpe di nero in fascia su oro in capo (citato in LEOM) |

### App
| Stemma | Casato e blasonatura |
| ------ | --- |
|        | Appennino (Napoletano) (la blasonatura non è stata ancora caricata) (citato in NBNA) |
|        | Appiani (Aosta, Torino) Titolo: Conte di Castelletto d'Ussone, consignori di Bergolo, Castino, Cocconato, Cortemiglia, Torre Bormida di rosso, al castello d'argento, sormontato da un'aquila dello stesso, coronata d'oro, rivoltata (citato in SPRE – Vol. I pag. 409 e in SUBL) castello di argento (2 torri) sormontato da aquila rivolta dello stesso coronata di oro su rosso (citato in LEOM) Cimiero: l'aquila di rosso, nascente Motto: Albescunt inedia pennae |
|        | Appiani (Pisa) Losangato di rosso e d'argento (citato in ASFI) alias Losangato d'argento e di nero (citato in ASFI) alias Inquartato: nel 1º e 4º arma degli Aragonesi di Napoli (Aragona, interzato in palo di Gerusalemme, Angiò e Ungheria antica; nel 2º e 3º losangato d'argento e di nero (citato in ASFI) |
|        | Appiani (Torino) Titolo: conti di Pino D'azzurro, al castello d'argento, aperto del campo (citato in SUBL) alias D'azzurro, al castello d'argento, con il capo d'oro all'aquila coronata, di nero (citato in SUBL) |
|        | Appiani (Verrua) Troncato, al 1° d'oro, alla rosa di rosso, bottonata del campo, gambuta e fogliata di verde, al 2° d'azzurro, alla fascia di rosso, cucita, carica di due api d'oro (citato in SUBL) |
|        | Appiani d'Aragona (Piacenza) Titolo: consignori del marchesato di Ceva Inquartato, al 1° e 4° d'azzurro, al leone d'oro (quello del 1° punto rivoltato alla tedesca), al 2° e 3° partito, d'oro, alla mezz'aquila di nero, coronata del campo, movente dalla partizione, e palato d'oro e di rosso; sul tutto, rombeggiato di rosso e d'oro (citato in SUBL) alias Inquartato, al 1° e 4° troncato d'azzurro e d'oro, al leone dell'uno nell'altro, al 2° e 3° partito, d'oro, alla mezz'aquila di nero, coronata del campo, movente dalla partizione, e palato d'oro e di rosso; sul tutto, rombeggiato di rosso e d'oro Motto: Meminisse iuvabit - Si deus pro nobis qui contra nos? (citato in SUBL) |
|        | Appiano (Molise) (La blasonatura non è stata ancora caricata) (citato in DAlena) |
|        | Appii (la blasonatura non è stata ancora caricata) (citato in UNFE) Immagine nella Biblioteca Estense Universitaria (id. 4480). |
|        | Appio (Napoletano) (la blasonatura non è stata ancora caricata) (citato in NBNA) |
|        | Appio (Matera) banda di argento su azzurro accompagnata a destra da - una luna rivolta di argento e in basso a sinistra da - un cavallo rampante al naturale nascente da un mare dello stesso mirante una stella (5 raggi) di oro (citato in LEOM) |
|        | Appollinario (Veneto) (d'argento, alla punta di verde sostenente un uccello di nero imbeccato d'oro) (citato in STBV) (immagine dello Stemmario reale di Baviera.) |
|        | Appolloni (Colle di Val d'Elsa) d'azzurro al cipresso di verde accostato da due leoni al naturale affrontati; il tutto sulla campagna erbosa al naturale (citato in SPRE – Vol. I pag. 409) D'azzurro, all'albero di cipresso nodrito sul terreno e sostenuto da due leoni affrontati, il tutto al naturale (citato in ASFI) albero cipresso di verde accostato da 2 leoni controrampanti al naturale su campagna dello stesso su azzurro (citato in LEOM) |
|        | Appolloni (Arezzo) Partito: nel 1º di rosso, all'aquila dal volo abbassato d'oro, coronata dello stesso, uscente dalla partizione; nel 2º d'argento, alla croce d'azzurro, pure uscente dalla partizione, e caricata di quattro crescenti montanti del campo, 1.2.1 (citato in ASFI) |
|        | Approvati (Trevi) (la blasonatura non è stata ancora caricata) Notizie storiche nel sito della Associazione Pro Trevi. |

### Apr
| Stemma | Casato e blasonatura |
| ------ | --- |
|        | Aprani (Napoletano) (la blasonatura non è stata ancora caricata) (con stella) (citato in NBNA) |
|        | Aprani (Napoletano) (la blasonatura non è stata ancora caricata) (con aquila) (citato in NBNA) |
|        | Aprani (Napoletano) (la blasonatura non è stata ancora caricata) (col crescente) (citato in NBNA) |
|        | Aprea (Napoletano) (la blasonatura non è stata ancora caricata) (citato in NBNA) |
|        | Apreia (Napoletano) (la blasonatura non è stata ancora caricata) (citato in NBNA) |
|        | Aprile e Aprile di Caltagirone (Caltagirone, Noto, Modica) Titolo: baroni di Gima e Soprana d'argento, alla fascia di rosso, accompagnata da tre rose del secondo, situate 2 in capo e 1 in punta (citato in SPRE – Vol. I pag. 410, in Mango, in PRTS e in NBSC) d'argento con una fascia di rosso accompagnata da tre rose rosse situate 2 in capo ed una in punta. Corona di barone (citato in NBSC) fascia di rosso su argento - 3 rose dello stesso su argento poste 2,1 (citato in LEOM) (Cenno storico in Famiglie nobili di Sicilia (archiviato dall'url originale il 12 febbraio 2018).) Ulteriore ragguaglio storico in Famiglie nobili di Sicilia (archiviato dall'url originale l'11 febbraio 2018). |
|        | Aprile di Palermo (Sicilia) d'azzurro con una fascia d'oro accompagnata in capo da un giglio d'argento, e in punta da tre stelle d'oro con sei raggi situate in fascia (citato in NBSC) (Cenno storico in Famiglie nobili di Sicilia (archiviato dall'url originale il 12 febbraio 2018).) |
|        | Aprili o Grifoni (Susa) Titolo: consignori di Bussoleno, S. Giorio, Susa Di rosso, alla banda d'oro (citato in SUBL) alias Di rosso, alla banda d'argento (citato in SUBL) |
|        | Aprosio o Approsio (Ventimiglia, Bologna) d'oro alla fascia di rosso (citato in SPRE – Vol. IX pag. 223) fascia di rosso su oro (citato in LEOM) |
|        | Aprucio o Apruzzo (Sicilia) d'argento, a tre monti di rosso moventi dalla punta, sormontati da una corona dello stesso (citato in Mango) d'argento con tre monti rossi sormontati in capo da corona di rosso (citato in NBSC) (Cenno storico in Famiglie nobili di Sicilia (archiviato dall'url originale il 12 febbraio 2018).) |

### Apu
| Stemma | Casato e blasonatura |
| ------ | --- |
|        | Apulia o Apulo o Pulia o Puglisi (Sicilia) inquartato in croce di S. Andrea, il capo e la punta di rosso, ed ai fianchi d'argento.Corona di barone (citato in Mango e in NBSC) (Cenno storico in Famiglie nobili di Sicilia (archiviato dall'url originale il 12 febbraio 2018).) |
|        | Apuzzo (Napoli) d'argento, a tre bande di rosso; al capo del primo col pozzo di rosso, murato di nero, uscente dalla partizione (citato in NBNA) (Immagine nella Raccolta stemmi Trippini (JPG).)                                                                                 |

### Aqu
| Stemma | Casato e blasonatura |
| ------ | --- |
|        | Aquano (Napoletano) (la blasonatura non è stata ancora caricata) (citato in NBNA) |
|        | Aquaviva (Cesena) (la blasonatura non è stata ancora caricata) (citato in BLCW) Immagine in Blasone Cesenate. |
|        | Aquaviva (Napoli) (la blasonatura non è stata ancora caricata) (citato in UNFE) Immagine nella Biblioteca Estense Universitaria (id. 5524). |
|        | Aquila o D'Aquila o Dell'Aquila (Sicilia) d'azzurro, all'aquila spiegata d'argento, coronata d'oro (citato in Mango) |
|        | Aquilani (Pisa) D'azzurro, all'aquila dal volo abbassato d'oro, accompagnata in punta da una rosa d'argento (citato in ASFI) alias D'azzurro, all'aquila dal volo abbassato d'argento, accompagnata in punta da una rosa d'argento (citato in ASFI) |
|        | Aquilani (Roma) (D'azzurro, all'aquila rivoltata, dal volo abbassato, d'argento seminata di stelle (5) d'oro, accompagnata in punta da una rosa d'oro) (immagine in Rust, Aquilani (PDF). URL consultato il 1º marzo 2017 (archiviato dall'url originale il 4 marzo 2016).) alias D'azzurro all'aquila coronata d'oro sormontata da una stella di otto raggi dello stesso ed accompagnata in punta da una rosa d'argento (citato in Campidoglio, vol. I, pag. 54) |
|        | Aquilante (Asolo) (la blasonatura non è stata ancora caricata) (citato in DAlena) |
|        | Aquilanti (Firenze) D'oro, all'aquila dal volo abbassato di rosso, rostrata e membrata del campo (citato in ASFI) |
|        | Aquilanti (Toscana) (DE) In Gold 1 roter Adler (citato in KHIF) |
|        | Aquilera (Sicilia) d'azzurro, all'aquila spiegata d'oro (citato in Mango) |
|        | Aquilini (Viterbo) (la blasonatura non è stata ancora caricata) (immagine dello Stemmario reale di Baviera.) |
|        | Aquilino (Napoletano) (la blasonatura non è stata ancora caricata) (citato in NBNA) |
|        | Aquilone (Messina) di rosso, all'aquila spiegata e coronata di nero, tenente negli artigli un serpente di argento (citato in Mango e in DAlena) alias di osso con un'aquila nera coronata, che tiene fra gli artigli un serpente verde (citato in NBSC) (Cenno storico in Famiglie nobili di Sicilia (archiviato dall'url originale il 12 febbraio 2018).) |
|        | Aquilotti (Pistoia) Di rosso, all'aquila dal volo abbassato, sostenuta da un nido dal quale escono due teste di aquilotti, il tutto d'oro (citato in ASFI) |
|        | Aquini (la blasonatura non è stata ancora caricata) (citato in UNFE) Immagine nella Biblioteca Estense Universitaria (id. 382). |
|        | Aquini (Napoli) (la blasonatura non è stata ancora caricata) (citato in UNFE) Immagine nella Biblioteca Estense Universitaria (id. 3545). |
|        | Aquino o Acquino (Sicilia) Inquartato; nel 1° e 4° campo rosso con tre bande d'oro; nel 2° e 3° diviso d'argento e di rosso con un leone dell'uno e dell'altro (citato in DAlena e in NBSC) (Cenno storico in Famiglie nobili di Sicilia (archiviato dall'url originale l'11 febbraio 2018).) |
|        | Aquino o D'Acquino o D'Aquino (Sicilia) inquartato nel 1° e 4° bandato d'oro e di rosso; nel 2° e 3° spaccato d'argento e di rosso al leone dell'uno nell'altro (citato in Mango) |
|        | Aquino (Tropea) (LA) quatuor quadrantes tres barras in duobus et in aliis duobus duos Leones (citato in BLCL) Immagine e notizie storiche in Tropea Magazine. |
|        | Aquino (Napoletano) (la blasonatura non è stata ancora caricata) (citato in NBNA) |
|        | Aquino Castiglione (Tropea) nel primo e quarto punto bandato d'oro e di rosso, nel secondo e terzo del medesimo con il leone dell'uno e dell'altro (citato in BLCL) Motto: Bene scripsisti de me Thoma Immagine e notizie storiche in Tropea Magazine. |

### Ara
| Stemma | Casato e blasonatura |
| ------ | --- |
|        | Araca (Napoletano) (la blasonatura non è stata ancora caricata) (citato in NBNA) |
|        | Araciel o Ruiz d'Araciel (Spagna, Milano) inquartato; nel 1° e nel 4° d'azzurro, all'arcobaleno di tre file d'oro, di rosso e di verde, sormontato da un crescente rivolto d'argento; nel 2° e nel 3° d'oro, all'aquila di nero coronata del campo; lo scudo bordato di rosso, caricato di otto croci trifogliate (o di Calatrava) d'oro |
|        | Arada (Sicilia) di rosso con una banda d'oro accompagnata in capo da un'aquila d'oro, e nell'angolo destro della punta da un leone d'oro (citato in NBSC) (Cenno storico in Famiglie nobili di Sicilia (archiviato dall'url originale il 12 febbraio 2018).) |
|        | Aragall (Sardegna) (la blasonatura non è ancora caricata) (citato in NBSD) |
|        | Aragall (Sardegna) inquartato: nel 1º di Sicilia; nel 2º d'oro, all'aquila bicipite coronata di nero; nel 3º di Aragona; nel 4º d'azzurro, alla torre al naturale sormontata da tre stelle d'argento (citato in NBSD) |
|        | Aragno (Benevagienna) D'azzurro, alla torre d'argento muovente dalla punta, con la fascia di rosso, bordata d'argento, attraversante, e due filetti in palo d'oro, attraversanti sul tutto (citato in SUBL) |
|        | Aragon (Villeneuve) D'argento, a tre bande di rosso, con il capo d'oro, cucito, carico di un'aquila, di nero (citato in SUBL) |
|        | Aragona Dinastia spagnola - Re d'Aragona, di Sicilia, di Trinacria, Re di Napoli e di Sicilia o delle due Sicilie d'oro a quattro pali di rosso (citato in RTGL) |
|        | Aragona Regno di Napoli Inquartato: nel primo e nel quarto, d'oro, a tre pali di rosso: nel secondo e nel terzo, interzato in palo: nel 1º fasciato di otto pezzi o di rosso e oro; nel 2º d'azzurro, seminato di gigli d'oro; nel 3º d'argento, alla croce potenziata d'oro, accantonata da 4 crocette dello stesso (immagine a pag. 86 nell'originale, pag. 134 nel pdf (PDF).) (citato in BEUA                                                      |
|        | Aragona (Napoli) (la blasonatura non è stata ancora caricata) (citato in UNFE) Immagine nella Biblioteca Estense Universitaria (id. 3546). |
|        | Aragona (Sicilia) Titolo: principe di Castelvetrano; duca di Terranova; marchese d'Avila, Favara; barone di S. Angelo, Burgetto d'oro, a quattro pali di rosso Cimiero; un grifo uscente d'oro, linguato di rosso impugnante la bandiera d'argento, astata d'oro, caricata dalla croce di rosso, svolazzante a sinistra (citato in Mango e in NBSC) (Cenno storico in Famiglie nobili di Sicilia (archiviato dall'url originale il 12 febbraio 2018).) |
|        | Aragona (Napoletano) (la blasonatura non è stata ancora caricata) (inquartato) (citato in NBNA) |
|        | Aragona (Spagna) (palato di rosso e d'argento) (citato in UNFE) Immagine nella Biblioteca Estense Universitaria (id. 326). |
|        | Aragoni (la blasonatura non è stata ancora caricata) (citato in UNFE) Immagine nella Biblioteca Estense Universitaria (id. 380). |
|        | Aragoni (Napoli) (di rosso, a tre pali d'oro) (citato in UNFE) Immagine nella Biblioteca Estense Universitaria (id. 2720). |
|        | Araldi (Cremona) Titolo: Conti Palatini, marchesi di Piadena d'azzurro alla cometa d'oro, accompagnata da tre stelle dello stesso, due in capo e una in punta (citato in BLCR) Immagine in Blasonario Cremonese (archiviato dall'url originale il 2 marzo 2017). |
|        | Araldo o Aralda (Casale) Di rosso, al destrocherio armato d'argento (?), tenente con la mano di carnagione una spada, pure d'argento (?), posta in sbarra (citato in SUBL) |
|        | Araldo (Napoletano) (la blasonatura non è stata ancora caricata) (citato in NBNA) |
|        | Arana o Arane (Sicilia) d'argento, a cinque cuori (infiammati?) di rosso situati in croce di S. Andrea (citato in Mango e in NBSC) (Cenno storico in Famiglie nobili di Sicilia (archiviato dall'url originale il 12 febbraio 2018).) |
|        | Araneo (Napoletano) (la blasonatura non è stata ancora caricata) (citato in NBNA) |
|        | Arango (Sicilia) d'oro con sei uccelli azzurri situati 2, 2 e 2 (citato in NBSC) (Cenno storico in Famiglie nobili di Sicilia (archiviato dall'url originale il 12 febbraio 2018).) |
|        | Aranzi (Bologna) albero sradicato di verde fruttato di 3 pezzi di oro probabilmente aranci su azzurro - aquila di nero su oro in capo (citato in LEOM) |
|        | Arardi (Cesena) (la blasonatura non è stata ancora caricata) (citato in BLCW) Immagine in Blasone Cesenate. |
|        | Arata (Sicilia) diviso: nel 1° d'azzurro, a tre gigli d'argento, allineati in fascia; nel 2° d'azzurro a due bande accorciate d'oro ed un aratro dello stesso (citato in Mango) diviso nel 1° d'azzurro con tre gigli d'argento allineati in fascia, nel 2° d'azzurro con due bande d'oro ritirate nel capo ed un aratro d'oro (citato in NBSC) (Cenno storico in Famiglie nobili di Sicilia (archiviato dall'url originale il 12 febbraio 2018).)     |
|        | Arau (Sicilia) spaccato con la fascia in divisa centrata d'oro, caricata da tre stelle d'azzurro: nel 1° dello stesso alla torre d'argento, aperta, finestrata e murata di nero, fiancheggiata da due leoni contro-rampanti d'oro; nel 2° di rosso, a due lance d'argento, fustate di nero, passate in croce di S. Andrea ed infilzate in un anello dello stesso (citato in Mango)                                                                     |
|        | Araudino o Araudini (Fossano) Bandato d'oro e d'azzurro, con il capo del primo, carico di un'aquila, di nero (citato in SUBL) |

### Arb
| Stemma | Casato e blasonatura |
| ------ | --- |
|        | Arbasia (Saluzzo) Troncato, al 1° d'azzurro, alla colomba d'argento, tenente nel becco un ramoscello d'olivo, d'oro, al 2° bandato d'oro e di rosso, di quattro pezzi, ciascuna banda carica di una costola umana, dell'uno nell'altro Motto: Iustus et fortis (citato in SUBL) |
|        | Arbaudi (Savigliano) Titolo: consignori di Levaldigi (?) Troncato, al 1° di rosso, a due leoni d'oro, affrontati, al 2° d'azzurro, a due fasce d'oro, ondate, con la fascia di rosso, orlata d'argento, carica di quattro bisantini dello stesso, sulla partizione Motto: Recta fides optata vocat (citato in SUBL) |
|        | Arbaudi o Arbaud o Arbaudo (Nizzardp) D'azzurro, allo scaglione d'argento, con il capo d'oro, carico di una stella di rosso Motto: Recta fides optata vocat (citato in SUBL) |
|        | Arbea (Sicilia) Titolo: barone di Sambuca di rosso, a tre sbarre d'oro, al capo d'azzurro caricato da un giglio d'oro (citato in Mango) di rosso con tre barre d'oro, e il capo cucito d'azzurro con un giglio d'oro (citato in NBSC) (Cenno storico in Famiglie nobili di Sicilia (archiviato dall'url originale il 12 febbraio 2018).) |
|        | Arbertinelli (Toscana) (DE) In Silber 1 schwarze Scheibe (citato in KHIF) |
|        | Arbolini (Veneto) (bandato d'argento e di rosso di otto pezzi) (citato in STBV) (immagine dello Stemmario reale di Baviera.) alias (bandato d'argento e di rosso di dieci pezzi) (citato in STBV) (immagine dello Stemmario reale di Baviera.) |
| 150px  | Arbolini o Zeboli o Ieboli (Oderzo, Torcello, Venezia) (bandato d'argento e di rosso di otto pezzi) (citato in UNFE) Immagine nella Biblioteca Estense Universitaria (id. 5676). |
|        | Arbolini-Cacepoli (Oderzo, Venezia) (di rosso, a quattro bande d'argento) (citato in UNFE) Immagine nella Biblioteca Estense Universitaria (id. 6951). |
|        | Arbona (Agrate) Troncato al castello di rosso sovrapposto a un braccio che tiene in pugno cinque germogli; al capo dell'impero (citato in Matteo Turconi Sormani, Le grandi famiglie di Milano., Roma, Newton Compton Editori, 2015, ISBN 978-88-541-8714-6.) |
|        | Arborio linea di Gattinara (Torino, Sicilia) Titoli: Duchi di Sartirana, Marchesi di Breme, Gattinara Romagnano, conti di Biandrate, Gifflenga, Motta Alciata, Muzzano, Occhieppo Superiore, Sartirana, Valenza, Viancino, Viverone; baroni di Ozzano, Sant'Agata; signori di Albano e Oldenico, Arborio e Recetto, Belvedere (Belveglio), Borgomanero, Brusasco, Camburzano, Cossano, Mondonio, Moransengo, Piazzo, Pino, Rivalta, San Giacomo, Terruggia, Tonengo Nome d'uso Arborio di Gattinara d'azzurro del decusse ancorato, di argento, accantonato da quattro gigli d'oro; col capo dell'impero (citato in SPRE – Vol. I pag. 411, in Mango e in SUBL) d'azzurro alla croce di S. Andrea ancorata d'argento, accantonata da quattro gigli d'oro, al capo dello stesso caricato da un'aquila di nero, coronata all'imperiale (citato in NBSC) alias D'azzurro, al decusse ancorato, d'argento, accantonato da quattro gigli d'oro (citato in SUBL) Cimiero: Ercole nascente / un Ercole al naturale, tenente una clava d'oro e cinto d'una pelle di leone Motto: Aut vincendum aut moriendum Sostegni: due uomini selvatici, armati di clava (Cenno storico in Famiglie nobili di Sicilia (archiviato dall'url originale l'11 febbraio 2018).) |
|        | Arborio Biamino (Arborio) Titolo: conti di Caresanablot D'azzurro, al decusse ancorato, d'argento, accantonato da quattro gigli d'oro, con il capo d'oro, carico di un'aquila di nero (citato in SUBL) |
|        | Arborio Gattinara (Torino, Sartirana (Lomellina)) Titoli: Duca du Sartirana, Conte di Sartirana, Conte di Torreberetti, Marchese di Breme, Signore di Belvedere Nome d'uso Arborio Gattinara di Sartirana d'azzurro del decusse ancorato di argento, accantonato da quattro gigli d'oro; col capo dell'impero (citato in SPRE – Vol. I pag. 412) croce ancorata di Sant'Andrea di argento accantonata da 4 gigli di oro su azzurro - capo d'Impero (citato in LEOM) Ornamenti ducali |
|        | Arborio Mella (Sassari, Argentina) Inquartato: nel 1° e 4° d'azzurro al vaso d'oro ad una pianticella di verde, accompagnato da 3 api d'oro male ordinate, volanti verso la pianta; nel 2° e 3° d'azzurro alla croce di S. Andrea ancorata d'argento, accantonata da 4 gigli d'oro. Motto: E FORTI DULCEDO (citato in NBSD e in DAlena) |
|        | Arborio Squarra (Arborio) D'azzurro, al decusse ancorato, d'argento, accantonato da quattro gigli d'oro, con il capo d'oro, carico di un'aquila di nero Motto: Nul bien sans peine (citato in SUBL) |
|        | Arbusto (Napoletano) (la blasonatura non è stata ancora caricata) (fascia di rosso) (citato in NBNA) |
|        | Arbusto (Napoletano) (la blasonatura non è stata ancora caricata) (fascia di rosso caricata di stella e due cfescenti) (citato in NBNA) |

### Arc
| Stemma | Casato e blasonatura |
| ------ | --- |
|        | Arcabascio (Sicilia) d'oro, al leone di nero, posto sopra una cassa d'azzurro ed impugnante con la zampa anteriore destra una croce di nero (citato in Mango) d'oro con un leone di nero posato su di una cassa d'azzurro e che tiene colla zampa sinistra una croce nera (citato in NBSC) (Cenno storico in Famiglie nobili di Sicilia (archiviato dall'url originale il 12 febbraio 2018).) |
|        | Arcagnoli (Firenze) D'oro, al monte di sei cime d'azzurro, sormontato da tre losanghe dello stesso caricate ciascuna da un giglio d'oro e ordinate fra i quattro pendenti di un lambello passante di rosso (citato in ASFI) |
|        | Arcagnoli (Firenze) Troncato d'oro e d'azzurro, alla croce di Tolosa attraversante di rosso (citato in ASFI) |
|        | Arcamone (Napoletano) (la blasonatura non è stata ancora caricata) (citato in NBNA) |
|        | Arcamone (Napoletano) (la blasonatura non è stata ancora caricata) (citato in NBNA) |
|        | Arcamone (Napoletano) (la blasonatura non è stata ancora caricata) (citato in NBNA) |
|        | Arcamone (Napoletano) (la blasonatura non è stata ancora caricata) (citato in NBNA) |
|        | Arcamone (Grecia, Bari, Rutigliano, Stradiota) troncato: nel 1º d'azzurro all'arco sostenuto da due colonne coronato d'oro e accompagnato da due melograne gambute e coronare dello stesso; nel 2º fasciato d'azzurro e d'oro (citato in RTGL) |
|        | Arcangeli o Arcangioli (Viterbo, Bagnorea) Titolo: Nobile fasciato di rosso (d'oro?) e d'azzurro; le fasce d'oro cariche di sei gigli d'azzurro ordinati 3, 2, 1 (citato in GUCA – pag. 249 e in DAlena) |
|        | Arcangeli (Viterbo) fasciato di azzurro e d'oro; le fasce d'oro cariche di 6 gigli d'azzurro ordinati 3, 2, 1 (citato in SPRE – Vol. IX pag. 224) fasciato di azzurro e di oro le fasce di oro caricate di 6 gigli di azzurro posti in piramide rovesciata (citato in LEOM) |
|        | Arcangelo (Sicilia) d'azzurro, ad un arcangelo d'argento impugnante una spada del secondo (citato in Mango e in NBSC) (Cenno storico in Famiglie nobili di Sicilia (archiviato dall'url originale il 12 febbraio 2018).) |
|        | Arcangelo (Napoletano) (la blasonatura non è stata ancora caricata) (citato in NBNA) |
|        | Arcangioli (Arezzo) inquartato: nel 1º e 4º d'oro alla banda di rosso accostata da due rose al naturale; nel 2º e 3º d'azzurro alla banda d'oro accostata da due stelle d'argento di 8 raggi (citato in SPRE – Vol. I pag. 413) Inquartato: nel 1º e 4º d'oro, alla banda di rosso accompagnata da due rose dello stesso, 1.1; nel 2º e 3º d'azzurro, alla banda d'oro accompagnata da due stelle a otto punte d'argento, 1.1 (citato in ASFI) banda di rosso su oro accompagnata da - 2 rose di argento poste in sbarra - banda di oro su azzurro accompagnata da - 2 stelle (8 raggi) di argento poste in sbarra su azzurro (citato in LEOM) |
|        | Arcangioli (Firenze) D'azzurro, all'arca d'oro alata dello stesso e caricata di un crescente montante (o volto) d'argento (citato in ASFI) |
|        | Arcangioli (Siena) D'azzurro, al sole d'oro posto nel cantone destro del capo, accompagnato nel cantone sinistro della punta da uno scudetto ovale troncato d'argento e di... (citato in ASFI) |
|        | Arcani (Cesena) (la blasonatura non è stata ancora caricata) (citato in BLCW) Immagine in Blasone Cesenate. |
|        | Arcanisote (Cesena) (la blasonatura non è stata ancora caricata) (citato in BLCW) Immagine in Blasone Cesenate. |
|        | Arcatori o Arcour o Arcourt (Novello, Baratonia, Lanzo, Torino) Titolo: visconti di Ala, Baratonia, Fiano, Varisella; signori di Altezzano, Azeglio, Borgaro, Monasterolo, S. Didero, Usseglio, Viù; consignori di Cavallermaggiore, Lemie, Murazzano Di rosso all'arco rivoltato d'oro, teso e incoccato d'argento (citato in SUBL) alias Inquartato, al 1º e 4º, d'azzurro, all'aquila d'oro coronata dello stesso, al 2º e 3º, di rosso all'arco in sbarra, con il dardo incoccato, il tutto d'argento (citato in SUBL) alias Inquartato, al 1º e 4º di rosso, all'aquila d'oro coronata dello stesso, al 2º e 3º di rosso all'arco in sbarra, d'argento, con il dardo incoccato, d'oro (citato in SUBL) alias Inquartato, al 1º e 4º di rosso all'arco in sbarra, d'argento, con il dardo incoccato, d'oro, al 2º e 3º di rosso, all'aquila d'oro, coronata dello stesso, sul tutto d'oro, al leone d'azzurro (citato in SUBL) Motto: Souvenir me tue |
|        | Arcayne (Sardegna) (la blasonatura non è ancora caricata) (citato in NBSD) |
|        | Arcella (Napoletano) (la blasonatura non è stata ancora caricata) (di rosso, alla croce scaccata d'azzurro e d'argento di tre file) (citato in NBNA) |
|        | Arcella (Napoletano) (la blasonatura non è stata ancora caricata) (d'azzurro, alla croce scaccata d'argento e di rosso di tre file) (citato in NBNA) |
|        | Arcella (Napoli, Piacenza) (la blasonatura non è stata ancora caricata) (citato in UNFE) Immagine nella Biblioteca Estense Universitaria (id. 3086). |
|        | Arcelli e Arcelli-Fontana (Piacenza) Titolo: Conte di Monteventano e Monte Bissago, consignori di Nucetto inquartato: nel 1º e 4º d'azzurro al leone di oro, tenente una spada d'argento; nel 2º e 3º di rosso alla croce scaccata di due file d'argento e d'azzurro (citato in SPRE – Vol. I pag. 414 e Vol. IX pag. 224 e in SUBL) leone rampante di oro su azzurro spada posta in palo in destra - croce latina scaccata di argento e di azzurro su rosso (citato in LEOM) Svolazzi: d'oro, di argento, di rosso e di azzurro. Ornamenti comitali Motto: Non deest generoso in pectore virtus alias Di rosso, alla croce scaccata, di due file, d'azzurro e d'argento (citato in SUBL) alias Di rosso, alla croce scaccata, di due file, d'argento e d'azzurro (citato in SUBL) |
|        | Arcelli (Cesena) (la blasonatura non è stata ancora caricata) (citato in BLCW) Immagine in Blasone Cesenate. |
|        | Arceri (Sicilia) Titolo: barone di Caruso di rosso, al leone d'oro, saliente, impugnante con le zampe anteriori un arco d'argento, armato di una freccia dello stesso in atto d'incoccarla e sostenuto da una banda del secondo. Corona di Barone (citato in Mango) di rosso, alla banda d'oro, ed un leone sagliente del medesimo portante colle zampe anteriori una freccia in atto d'incoccarla. Corona di barone (citato in NBSC) (Cenno storico in Famiglie nobili di Sicilia (archiviato dall'url originale il 12 febbraio 2018).) |
|        | Arces (Sicilia) d'azzurro, al ponte ad un sol arco d'oro, sostenente un castello, merlato di quattro pezzi d'oro, aperto del campo, trattenuto da due leoni contro-rampanti del secondo (citato in Mango) d'azzurro con un ponte sormontato da un castello d'oro, e sostenuto di due leoni pur d'oro (citato in NBSC) (Cenno storico in Famiglie nobili di Sicilia (archiviato dall'url originale il 12 febbraio 2018).) |
|        | Archi (Firenze) D'azzurro, a tre archi da arciere di nero posti in fascia e ordinati l'uno sull'altro (citato in ASFI) |
|        | Archidiaconi o Artezaghi (Cremona) d'oro a due scettri gigliati d'argento passati in croce di S. Andrea; col capo cucito d'oro caricato di un'aquila di nero (citato in BLCR) Immagine in Blasonario Cremonese (archiviato dall'url originale il 2 marzo 2017). |
|        | Archieri (Monticelli di Ongina (Piacenza)) Titolo: Nobile troncato: nel 1º d'oro all'aquila di nero coronata del campo; nel 2º di rosso all'arco d'oro posto in sbarra (citato in SPRE – Vol. I pag. 415 e Vol. IX pag. 225) aquila di nero coronata di oro su oro - arco incoccato con freccia di oro posto in banda su rosso (citato in LEOM) |
|        | Archieri (Aosta) Titolo: consignori di Gignod Troncato d'oro e d'azzurro, al centauro sagittario, dell'uno nell'altro (citato in SUBL) |
|        | Archimio (Napoletano) (la blasonatura non è stata ancora caricata) (citato in NBNA) |
|        | Archinti (Milano) (d'argento, a tre fasce ondate di verde) (citato in UNFE) Immagine nella Biblioteca Estense Universitaria (id. 4627). |
|        | Archinto (Pisa, Milano, Tainate, Parona, Erba, Villalbese, Albizzate) Titolo: Patrizio di Pisa, Patrizio di Milano, Conte di Tainate, Marchese di Parona, Signore di Erba, Signore di Villalbese, Cons. di Albizzate di verde, a tre fasce d'argento ondate Cimiero: la figura di un re, coronato all'antica, vestito di rosso, col manto foderato di ermellino, collo scettro nella destra Ornamenti: il manto. Lo stemma accollato all'aquila bicipite imperiale Motto: Archintea laus (citato in GUCA – pag. 381 e in DAlena) Di verde, a tre fasce ondate d'argento (citato in ASFI) |
|        | Archinto o Archinti (Milano) di verde, a tre fasce d'argento, controinnestate (Immagine nella Raccolta stemmi Trippini (JPG).) (citato in SPRE - Vol. I pag. 416 e Vol. IX pag. 225) 3 fasce di argento controinnestate su verde (citato in LEOM) Cimiero: la figura di una principessa, coronata all'antica, vestito di rosso, col manto foderato di ermellino, posta in maestà, e tenente con ambo le mani una lista su cui è scritto il: Motto: Archintea laus Ornamenti: il manto foderato di ermellino. Lo stemma accollato all'aquila bicipite imperiale |
|        | Arcicoca (Napoli) Gallo (citato in DAlena) |
|        | Arcimboldi (Milano) (d'oro, alla banda d'azzurro caricata di tre stelle a sei punte del campo) (Immagine nella Raccolta stemmi Trippini (JPG).) |
|        | Arcimboldi (Milano) (d'oro, alla banda di rosso caricata di tre stelle a sei punte del campo) (Immagine nella Raccolta stemmi La storia di carta.) |
|        | Arcieri (Catanzaro) D'azzurro a 4 fasce d'oro. Al filetto d'argento in banda attraversante (citato in DAlena e in BLCL) |
|        | Arcieri (Catanzaro) D'azzurro a quattro fasce d'oro (citato in DAlena e inBLCL) |
|        | Arcimboldi (d'azzurro, alla banda di rosso bordata d'oro) (citato in UNFE) Immagine nella Biblioteca Estense Universitaria (id. 2870). |
|        | Arcipreti della Penna Crispolti (Perugia) partito: nel 1º d'argento ad una penna di struzzo al naturale; nel 2º d'oro a tre fasce di rosso accompagnate in capo da una piccola tenda dello stesso (citato in SPRE – Vol. IX pag. 229) penna di struzzo al naturale su argento - 3 fasce accompagnate in capo da una piccola tenda di rosso su oro (citato in LEOM) |
|        | Arcipreti della Penna Crispolti (Perugia) di rosso alla penna di struzzo d'argento (citato in SPRE – Vol. IX pag. 229) penna di struzzo in palo di argento su rosso (citato in LEOM) |
|        | Arcipreti della Penna Crispolti (Perugia) inquartato d'argento e d'azzurro (citato in SPRE – Vol. IX pag. 229) inquartato di argento e di azzurro (citato in LEOM) |
|        | Arciti (Orvieto) d'azzurro al leone al naturale rampante (citato in SPRE – Vol. IX pag. 229) leone rampante al naturale su azzurro (citato in LEOM) Cimiero: uno struzzo tenente col becco un ferro, con il: Motto: Durissima conficit |
|        | Arciti (Orvieto) d'azzurro al busto umano al naturale uscente dalla punta dello scudo e mirante una cometa d'argento, ondeggiante in banda, posta nell'angolo destro del capo (citato in SPRE – Vol. IX pag. 229) busto di uomo barbuto al naturale uscente dalla punta su azzurro mirante - cometa di argento in banda in alto a sinistra su azzurro (citato in LEOM) |
|        | Arco (Napoletano) (la blasonatura non è stata ancora caricata) (citato in NBNA) |
|        | Arconate o Capitanei (la blasonatura non è stata ancora caricata) (citato in DAlena) |
|        | Arconati (Milano) Titolo: conti di Tronzano a cinque punti d'oro, equipollenti a quattro d'azzurro (citato in MONT – pag. 126) alias Inquartato, al 1° e 4° cinque punti d'oro, equipollenti a quattro d'azzurro, al 2° di Visconti (citato in SUBL) |
|        | Arcuccio o Arcuccia (Molise, Abruzzo) D'oro alla fascia di rosso, accompagnata da tre archi di nero posti in palo, 2 in capo ed 1 in punta (citato in DAlena) |
|        | Arcuccio (Napoletano) (la blasonatura non è stata ancora caricata) (citato in NBNA) |
|        | Arcuccio (Napoletano) (la blasonatura non è stata ancora caricata) (citato in NBNA) |
|        | Arcuri (Catanzaro) D'azzurro alla fascia centrata d'oro accompagnata in capo da un sole radioso dello stesso e in punta da una cometa d'argento in banda (citato in DAlena e in BLCL) |

### Ard
| Stemma | Casato e blasonatura |
| ------ | --- |
|        | Ardenghi (Modena) (la blasonatura non è stata ancora caricata) (citato in UNFE) Immagine nella Biblioteca Estense Universitaria (id. 1539). |
|        | Ardimanni (Figline, Firenze) D'argento, alla banda d'azzurro (citato in ASFI) (DE) In Silber 1 blauer Schrägbalken (citato in KHIF) alias D'oro, all'aquila dal volo abbassato di nero, caricata nel cuore di uno scudetto d'argento sovraccaricato della banda d'azzurro (citato in ASFI) |
|        | Ardimanni (Toscana) (DE) In Rot 1 golden behalsbandeter schwarzer Hund (citato in KHIF) |
|        | Ardimodo (Veneto) (troncato: nel 1º partito d'argento e di rosso a due crocette patenti e fitte dall'uno nell'altro; nel secondo troncato d'azzurro e di rosso; alla fascia d'argento attraversante sul tutto) (citato in STBV) (immagine dello Stemmario reale di Baviera.) alias (troncato: nel 1º partito di rosso e d'argento alla crocetta patente e fitta del primo nel secondo; nel secondo troncato d'azzurro e di rosso; alla fascia d'argento attraversante sul tutto) (citato in STBV) (immagine dello Stemmario reale di Baviera.) |
|        | Ardingelli (Napoletano) (la blasonatura non è stata ancora caricata) (d'oro, alla croce losangata d'argento e di verde) (citato in NBNA) |
|        | Ardinghelli (Firenze) D'oro, alla croce losangata d'argento e di verde (citato in ASFI) (DE) In Gold 1 silber-grün gerautetes Kreuz (citato in KHIF) |
|        | Ardinghelli (Firenze) D'argento, alla fascia diminuita di rosso, accompagnata in capo da un lambello di cinque pendenti d'azzurro (citato in ASFI) |
|        | Ardinghelli (Abruzzo) D'argento alla croce d'azzurro losangata d'oro (citato in DAlena) |
|        | Ardinghelli (Toscana) D'oro alla croce d'argento losangata d'azzurro (DE) n Gold 1 blau-silber schräggeschachtes Kreuz (citato in KHIF) |
|        | Ardinghellus (Firenze) (la blasonatura non è stata ancora caricata) (citato in UNFE) Immagine nella Biblioteca Estense Universitaria (id. 7432). |
|        | Ardinghen (Germania) (la blasonatura non è stata ancora caricata) (citato in UNFE) Immagine nella Biblioteca Estense Universitaria (id. 3087). |
|        | Ardinghi (Firenze) Troncato: nel 1º d'oro pieno; nel 2º scaccato d'argento e di rosso (citato in ASFI) alias Troncato: nel 1º d'oro pieno; nel 2º scaccato d'argento e d'azzurro (citato in ASFI) alias Troncato: nel 1º d'oro pieno; nel 2º scaccato d'argento e di rosso; con il capo d'Angiò (citato in ASFI) alias Troncato: nel 1º d'oro pieno; nel 2º scaccato d'argento e d'azzurro; con il capo d'Angiò (citato in ASFI) |
|        | Ardinghi (Toscana) (DE) Unter goldenem Schildhaupt silber-blau geschacht (citato in KHIF) |
|        | Ardinghi (Toscana) (DE) Unter 1 blauen Schildhaupt, darin 1 vierlätziger roter Turnierkragen begleitet von je 1 goldenen Lilie zwischen den Lätzen (Capo d'Angiò), silber-rot geschacht (citato in KHIF) |
|        | Ardinghi (Toscana) (DE) In Gold 3 schräggelegte gestürzte schwarze Schwerter schräglinksbalkenweise (citato in KHIF) |
|        | Ardinghieri (Toscana) (DE) Durch 1 goldenes gedorntes Kreuz silber-blau geviert, in den silbernen Plätzen je 1 blauer, in den blauen Plätzen je 1 goldener achtstrahliger Stern (citato in KHIF) |
|        | Ardini (Veneto) (d'argento, alla banda accostata da sei stelle a otto raggi ordinate in due bande da 3, il tutto di rosso) (citato in STBV) (immagine dello Stemmario reale di Baviera.) |
|        | Ardiso (Napoletano) (la blasonatura non è stata ancora caricata) (citato in NBNA) |
|        | Ardisson (Veneto) (di rosso, alla banda d'oro, caricata da tre stelle a otto raggi del campo, e accostata da sei palle d'argento ordinate in due bande da 3) (citato in STBV) (immagine dello Stemmario reale di Baviera.) |
|        | Ardissone (Carmagnola) D'argento, al leone al naturale, coronato d'oro, tenente con la branca anteriore sinistra una sella di cuoio, bordata di rosso e di verde (citato in SUBL) |
|        | Arditi (Firenze) D'azzurro, al braccio destro di carnagione vestito di rosso, uscente dal fianco sinistro dello scudo e impugnante in palo una clava d'oro, il tutto sormontato da un giglio dello stesso (citato in ASFI) |
|        | Arditi (Otranto) d'azzurro, alla fenice d'oro nella sua immortalità (citato in GUCA – pag. 255 e in DAlena) |
|        | Arditi (Presicce, Napoli) Titolo: Marchese di Castelvetere di azzurro alla fenice sulla sua immortalità; fissante un sole a destra, il tutto di oro (citato in SPRE – Vol. I pag. 418 e in PRTS) fenice sulla sua immortalità mirante sole in alto a sinistra tutto di oro su azzurro (citato in LEOM) |
|        | Arditi (Napoletano) (la blasonatura non è stata ancora caricata) (citato in NBNA) |
|        | Arditi (Toscana) (DE) In Blau 1 goldener Löwe, überdeckt von 2 roten Schrägleisten (citato in KHIF) |
|        | Arditi (Toscana) (DE) In Blau 1 silberner Löwe, überdeckt von 1 roten Drillingsschrägbalken (citato in KHIF) |
|        | Arditi (Toscana) (DE) In Blau 1 goldener Löwe überdeckt von 3 roten Schrägleisten (citato in KHIF) |
|        | Ardizi di azzurro al salice al naturale nodrito in un terreno di verde posto a sinistra e con i rami spiegati ad arco di cerchio; a destra un drago alato, seduto, rivoltato tenente con la zampa destra un ramo dello stesso albero, molto piegato; fra questo ramo e il tronco dell'albero la cifra Ag in lettere maiuscole di rosso (citato in SPRE – Vol. III pag. 463) |
|        | Ardizo (Veneto) (di rosso, alla banda d'oro accostata da sei palle d'argento ordinate in due bande da 3) (citato in STBV) (immagine dello Stemmario reale di Baviera.) |
|        | Ardizon (Bologna, Venezia) (la blasonatura non è stata ancora caricata) (citato in UNFE) Immagine nella Biblioteca Estense Universitaria (id. 7173). |
|        | Ardizoni (Modena, Ferrara) (la blasonatura non è stata ancora caricata) (citato in UNFE) Immagine nella Biblioteca Estense Universitaria (id. 598). |
|        | Ardizoni (Modena) (la blasonatura non è stata ancora caricata) (citato in UNFE) Immagine nella Biblioteca Estense Universitaria (id. 1544). |
|        | Ardizzo (Frassinetto Po, Casale) Titolo: conti di Frassineto Po; signori di Montemagno D'argento, alla banda scaccata d'azzurro e d'oro (citato in SUBL) alias D'azzurro, alla fenice d'oro, sulla sua immortalità, di rosso, fissante un sole d'oro nel cantone destro del campo, con il capo d'oro carico di un'aquila di nero (citato in SUBL) |
|        | Ardizzon (Chioggia) (la blasonatura non è stata ancora caricata) (citato in Araldica gentilizia (archiviato dall'url originale il 4 marzo 2016).) |
|        | Ardizzone (Catania, Siracusa) Titolo: nobili di Sicilia d'azzurro, al castello ad una torre d'oro, aperto, finestrato e murato di nero, fiammeggiante in cima di rosso, fiancheggiato da due leoni del secondo, coronati dello stesso, controrampanti alla base (citato in SPRE – Vol. I pag. 418, in Mango, in PRTS e in NBSC) castello (3 palchi) di oro infiammato di rosso in cima su azzurro fiancheggiato da - 2 leoni controrampanti coronati di oro su azzurro (citato in LEOM) (Cenno storico in Famiglie nobili di Sicilia (archiviato dall'url originale l'11 febbraio 2018).) |
|        | Ardizzone (Siracusa) d'azzurro, al castello ad una torre d'oro, aperto, finestrato e murato di nero, fiammeggiante in cima di rosso (citato in SPRE – Vol. I pag. 418, in Mango e in NBSC) (Cenno storico in Famiglie nobili di Sicilia (archiviato dall'url originale l'11 febbraio 2018).) |
|        | Ardizzone (Casale) Titolo: marchesi di Bozzole (1688), Pomaro (1685); conti di Castagnetto, Borgo S. Martino; consignori di Cellamonte, Marcorengo, S. Sebastiano D'azzurro alla fiamma al naturale, con il capo di rosso cucito, carico di un'aquila pure al naturale (citato in SUBL) alias Troncato, al 1° d'oro, all'aquila di nero, al 2° d'argento (?), alla pianticella di tre fiori (?) di [...], nutrita su un monticello (?, di [...], con la fascia d'azzurro, carica di tre stelle di [...], passante sulla partizione (citato in SUBL) alias D'argento, al monte di tre cime (al naturale?), che sorregge tre rami di verde fioriti di tre rose di rosso, con il capo d'oro, carico di un'aquila di nero, sostenuto da una fascia d'azzurro, carica di tre stelle d'oro, ordinate in fascia (citato in SUBL) |
|        | Ardizzone (Bra) D'oro, al leone di rosso, con il capo d'azzurro, carico di tre stelle del campo, ordinate in fascia Motto: Fortis et audax (citato in SUBL) |
|        | Ardizzoni (Nizzardo) D'argento, alla fascia d'azzurro, carica di tre stelle d'oro, accompagnata in capo da un'aquila bicipite, di nero, in punta da tre monticelli, ciascuno sormontato da una pianta di rosa, al naturale (citato in SUBL) |
|        | Ardizzoni (Bologna) 6 lingue di fuoco muoventi dalla punta di rosso ciascuna sormontata da uno spegnitoio di oro su azzurro - capo d'Angiò (citato in LEOM) |
|        | Ardizzoni (la blasonatura non è stata ancora caricata) (citato in UNFE) Immagine nella Biblioteca Estense Universitaria (id. 3660). |
|        | Ardoin (Parigi) Titolo: Conte inquartato: nel 1º e 4º d'azzurro alla fascia d'oro accompagnata in capo da tre stelle d'argento ordinate in fascia, ed in punta da un cuore dello stesso, infiammato di rosso; nel 2º e 3º d'azzurro al cane levriere d'argento, ritto (citato in SPRE – Vol. IX pag. 231) fascia di oro su azzurro - 3 stelle (5 raggi) di argento poste in fascia - cuore di argento infiammato di rosso su azzurro - cane levriero rampante di argento su azzurro (citato in LEOM) |
|        | Ardoino o Arduino o Aldoino (Sicilia) Titolo: barone di Venetico, Longarino, Maggazzà, Oliveri; marchese di Roccalumera, Soreto; principe di Alcontres troncato: nel 1° d'argento, all'aquila spiegata di nero, membrata, imbeccata e coronata d'oro; nel 2° d'azzurro al leone d'oro, coronato dello stesso, guardante la cometa di otto raggi d'argento, posta al primo cantone, accompagnato nella punta da un crescente montante del medesimo. Lo scudo accollato all'aquila spiegata di nero, membrata, imbeccata e coronata d'oro (citato in Mango) diviso, nel 1° d'argento, con una aquila nera coronata; nel 2° d'azzurro con un leone d'oro coronato, accompagnato da una mezza luna d'argento situata nel fianco destro dello scudo, e da una stella d'oro con sei raggi nel fianco sinistro. Corona di principe (citato in NBSC) (Cenno storico in Famiglie nobili di Sicilia (archiviato dall'url originale il 12 febbraio 2018).) |
|        | Ardovinus (Toscana) (DE) Durch 1 roten Schrägbalken silber-schwarz schräggeteilt, der Figur nach begleitet oben von 3 schwarzen, unten von 3 silbernen Rosen (citato in KHIF) |
|        | Arduini (Pesaro) d'azzurro, allo scaglione d'argento accompagnato da 3 crescenti rivoltati del medesimo (citato in GUCA – pag. 456, in MONT - pag. 154 e in DAlena) |
|        | Arduini (Siena) Di rosso, alla banda d'oro, caricata di tre crescenti montanti d'azzurro (citato in ASFI) alias Di rosso, alla banda d'oro, caricata di tre crescenti d'azzurro, posti nel senso della pezza (citato in ASFI) |
|        | Arduini o Ardoini (Cuneo, Asti) Titolo: consignori di Caraglio D'azzurro al leone coronato, addestrato in capo da una stella, con una mezzaluna montante sotto la zampa sinistra anteriore, il tutto d'oro, con il capo d'argento carico di un'aquila coronata, di nero (citato in SUBL e in ARCN) alias d'azzurro, all'aquila d'oro, coronata dello stesso (citato in ARCN) |
|        | Arduini (Cesena) (la blasonatura non è stata ancora caricata) (citato in BLCW) Immagine in Blasone Cesenate. |
|        | Arduini (Venezia) (la blasonatura non è stata ancora caricata) (citato in UNFE) Immagine nella Biblioteca Estense Universitaria (id. 7184). |
|        | Arduini (Venezia) (la blasonatura non è stata ancora caricata) (citato in UNFE) Immagine nella Biblioteca Estense Universitaria (id. 5677). |
|        | Arduino (Poirino) D'azzurro, al gallo, accompagnato da tre stelle, due in punta, una in capo, il tutto d'oro (citato in SUBL) |
|        | Arduino (Napoletano) (la blasonatura non è stata ancora caricata) (citato in NBNA) |

### Are
| Stemma | Casato e blasonatura |
| ------ | --- |
|        | Arena (Messina) d'azzurro, alla fenice d'oro sulla sua immortalità di rosso, fissante un sole del secondo a destra (citato in GUCA – pag. 255 e in DAlena) |
|        | Arena (Cosenza) D'azzurro alla fenice d'oro fissante un sole radioso dello stesso posto nel cantone destro del capo (citato in DAlena e in BLCL) |
|        | Arena (Benevagienna) Titolo: consignori di Cervere Uno signo sopra l'arene in campo aereo con una scaglia d'oro nelle grinfe (citato in SUBL) |
|        | Arena e Arena di Palermo (Sicilia) Titolo: marchese d'azzurro, al leone d'oro, posto sopra un monte d'argento movente dalla punta (citato in Mango) di azzurro con un monte d'argento, sormontato da un leone d'oro. Corona di marchese (citato in NBSC) (Cenno storico in Famiglie nobili di Sicilia (archiviato dall'url originale il 2 marzo 2017).) |
|        | Arena (Napoletano) (la blasonatura non è stata ancora caricata) (di rosso, a due gemelle in fascia d'argento) (citato in NBNA) |
|        | Arena (Napoletano) (la blasonatura non è stata ancora caricata) (di rosso, a quattro fasce d'argento) (citato in NBNA) |
|        | Arena di Messina (Messina, Caltagirone, Lentini) Titolo: barone di Montechiaro, Roccadoro di rosso con due bande d'argento. Corona di barone (citato in NBSC) (Cenno storico in Famiglie nobili di Sicilia (archiviato dall'url originale il 2 marzo 2017).) |
|        | Arena Primo o Arenaprimo (Messina) Titolo: barone di Montechiaro, Roccadoro, del Grano d'oro, a quattro fasce più oscure del medesimo e alla banda d'azzurro, attraversante (citato in SPRE – Vol. I pag. 419, in Mango e in NBSC) banda di azzurro su 4 fasce di oro brunito su oro (citato in LEOM) Cimiero: tre pennacchi d'oro e d'azzurro Ornamenti esteriori: Corona di barone (Cenno storico in Famiglie nobili di Sicilia (archiviato dall'url originale il 2 settembre 2016).) |
|        | Arenos o Arenosa (Sicilia) d'argento, al lupo rampante di rosso, guardante il sole dello stesso, posto al primo cantone (citato in Mango) |
|        | Areosti (Bologna) palato di (?) e di (?) (citato in DOLF – pag. 52) |
|        | Arese (Milano) troncato: nel 1º d'oro, all'aquila di nero coronata del campo sostenuta dalla partizione; nel 2º d'argento, al volo abbassato di nero (Immagine nella Raccolta stemmi Trippini (JPG).) |
|        | Arese Lucini (Milano) Titoli: Conte di Barlassina, Consignore della Pieve di Seveso, Patrizio Milanese, trattamento di Don e Donna inquartato: al 1º e 4º: troncato: a) di rosso all'aquila coronata di nero; b) d'argento al volo di nero abbassato; al 2º e 3º troncato: a) di oro, all'aquila coronata di nero; b) di rosso a tre lucci d'argento, uno sull'altro (citato in SPRE – Vol. I pag. 419 e Vol. IX pag. 231) aquila coronata di nero su rosso - volo abbassato (2 ali) di nero su argento - aquila coronata di nero su oro - 3 pesci lucci di argento posti un sull'altro su rosso (citato in LEOM) Cimiero: 1º il braccio armato, tenente la spada, col motto: Per lealtà tenere (Arese); 2º l'aquila di nero, coronata di oro, nascente (Lucini) Ornamenti: il manto |
|        | Areso (Sardegna) (la blasonatura non è stata ancora caricata) (citato in DAlena) |
|        | Aretusi (Modena) Ariete (citato in DAlena) |
|        | Arezzo (Palermo, Modica, Scicli, Ragusa, Siracusa) Titolo: barone di Donnafugata; signore di S. Biagio, Cardinale, S. Filippo, Mastro, Caddimeli, delle Serre; barone di Trifiletti, Pescina; conte di Celano, marchese di Celano; duca di San Filippo li Colonni troncato d'oro e d'azzurro, a quattro ricci dell'uno nell'altro: due in capo e due in punta (citato in SPRE – Vol. I pag. 420) spaccato d'oro e d'azzurro, a quattro ricci dell'uno nell'altro, 2 in capo e 2 in punta. Corona di Marchese. Divisa: Bene Merentibus (citato in Mango) diviso nel 1° d'oro con due ricci 1° azzurro, nel 2° d'azzurro con due ricci d'oro. Corona di marchese (citato in NBSC) 4 ricci passanti di cui 2 di azzurro su oro e 2 di oro su azzurro (citato in LEOM) Divisa: Bene merentibus (Cenno storico in Famiglie nobili di Sicilia (archiviato dall'url originale il 5 marzo 2016).) Ulteriore ragguaglio storico in Famiglie nobili di Sicilia (archiviato dall'url originale il 23 gennaio 2016). |
|        | Arezzo (Palermo, Ragusa, Siracusa) Titoli: Baroni di Targia, Signori di Spalle, Signori di Fiumefreddo, di Benali inquartato d'oro e d'azzurro ad un riccio (porcospino) in ciascun punto dell'uno nell'altro (citato in SPRE – Vol. IX pag. 231) inquartato di oro e di azzurro - riccio di azzurro su oro - riccio di oro su azzurro (citato in LEOM) Divisa: Bene merentibus |

### Arf
| Stemma | Casato e blasonatura                                                              |
| ------ | --------------------------------------------------------------------------------- |
|        | Arfaruoli (Pistoia) Di rosso, a tre bande doppiomerlate d'oro (citato in ASFI)    |
|        | Arfavoli (Toscana) (DE) In Rot 2 goldene Gegenzinnenschrägbalken (citato in KHIF) |